# Региональный природный парк Лотарингии

Эмблема парка

Региональный природный парк Лотарингии (фр. Parc naturel régional de Lorraine) — крупная охраняемая природная территория в Лотарингии. Парк создан в 1974 году, занимает 219 400 га, что составляет около 11% территории региона.

## Топография
Природный парк Лотарингии фактически разделён на две части урбанизированной зоной Нанси-Мец, соединённые узкой полосой. Расположен равным образом в 3 департаментах: Мёз (77 570 га, 35 %), Мёрт и Мозель (74 357 га, 34 %) и Мозель (67 909 га, 31 %).

## Примечательные места
- Долина Мёза
- Вуавр (с озером Мадин)
- Лес Королевы

## Галерея

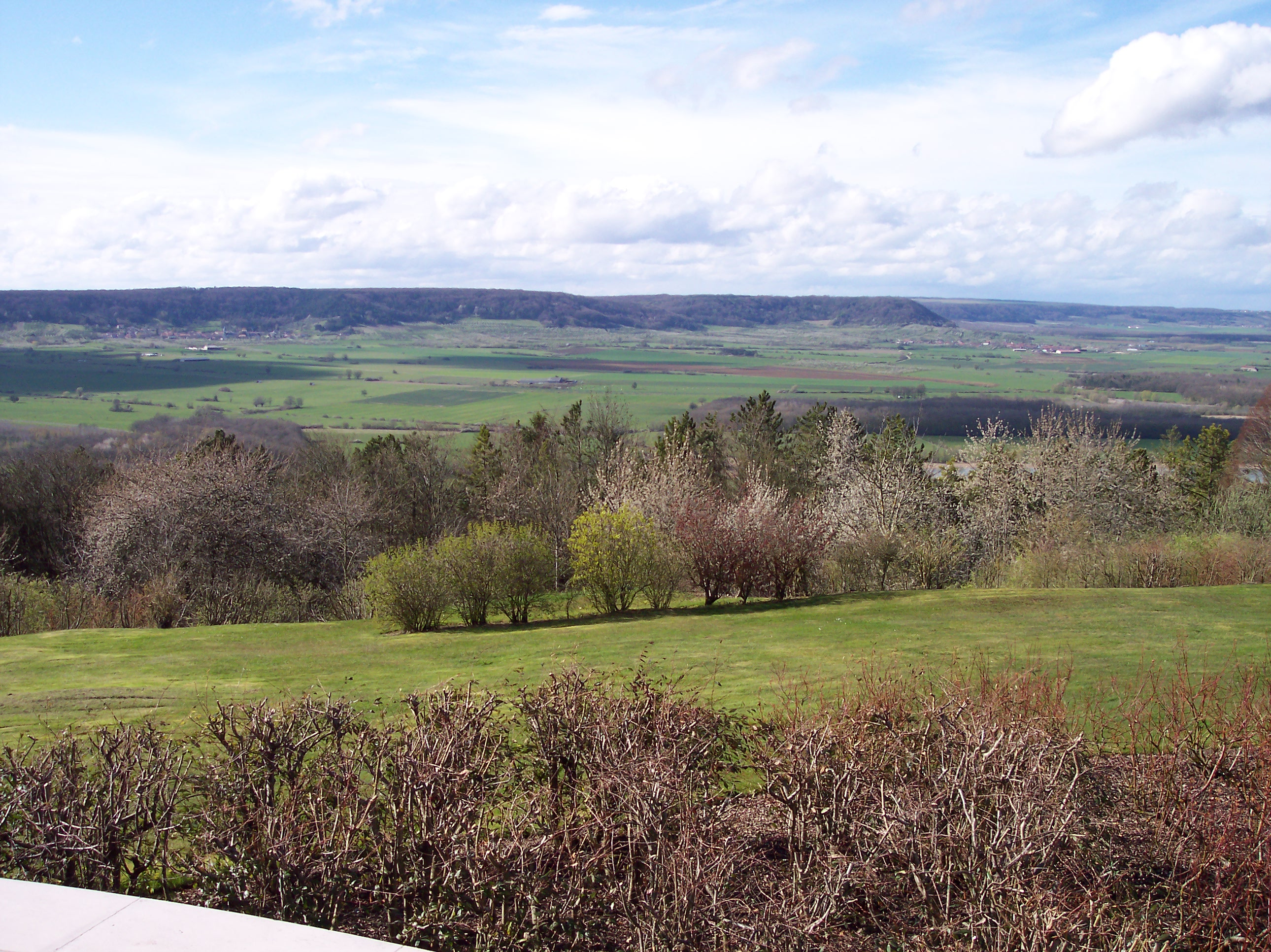
Берег Мёза у подножия Монсек
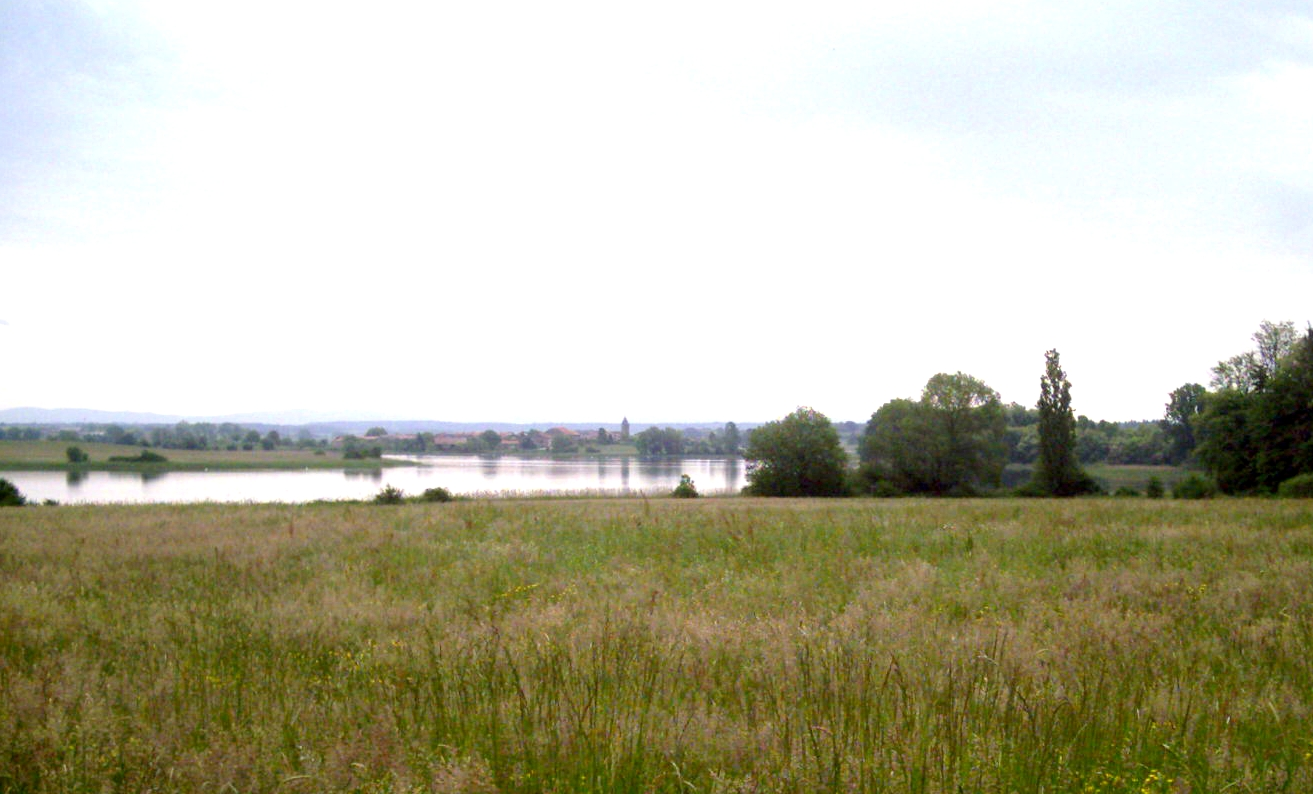
Пруд у Таркэнполь.
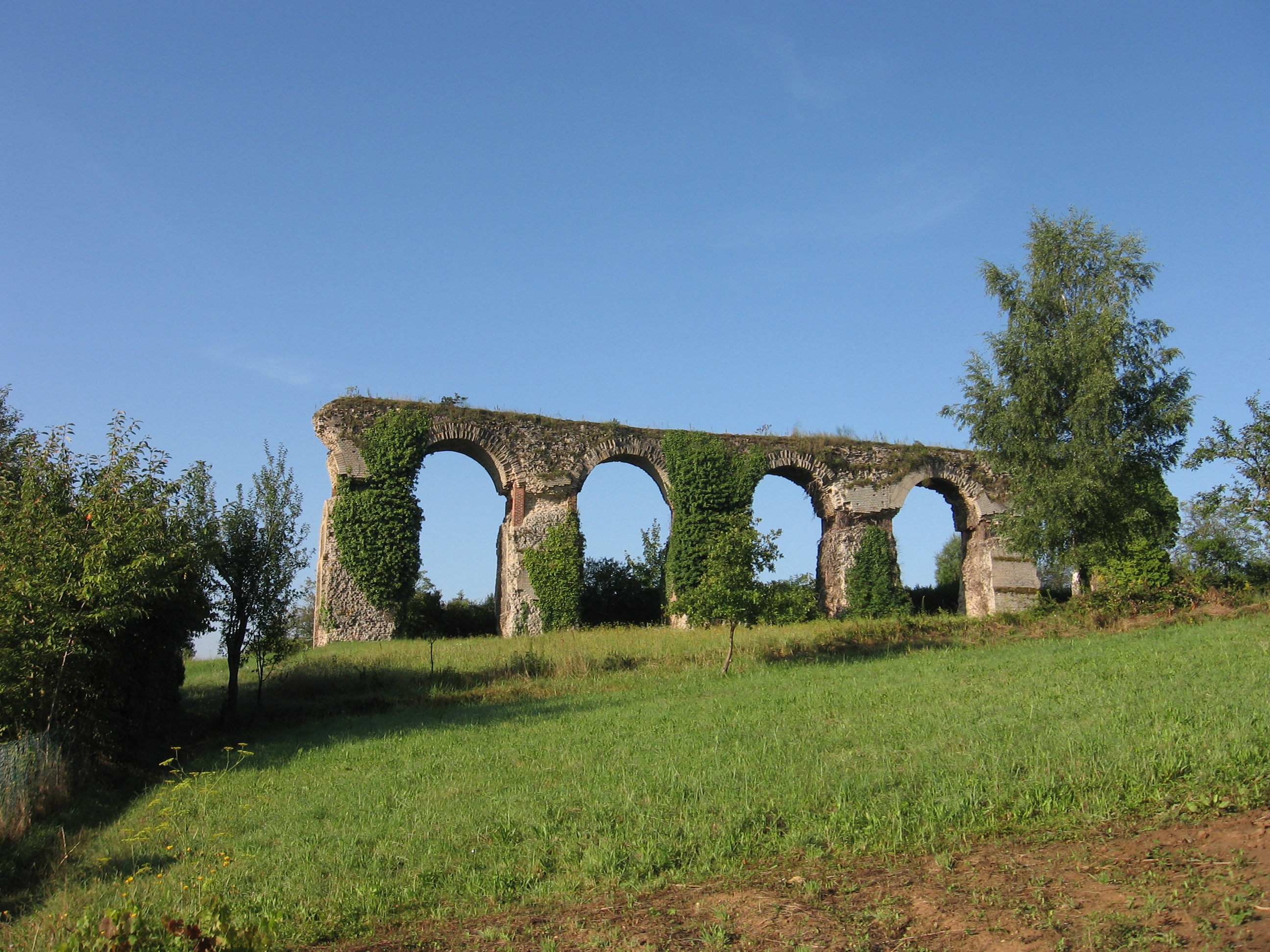
Древнеримский акведук в Ар-сюр-Мозель
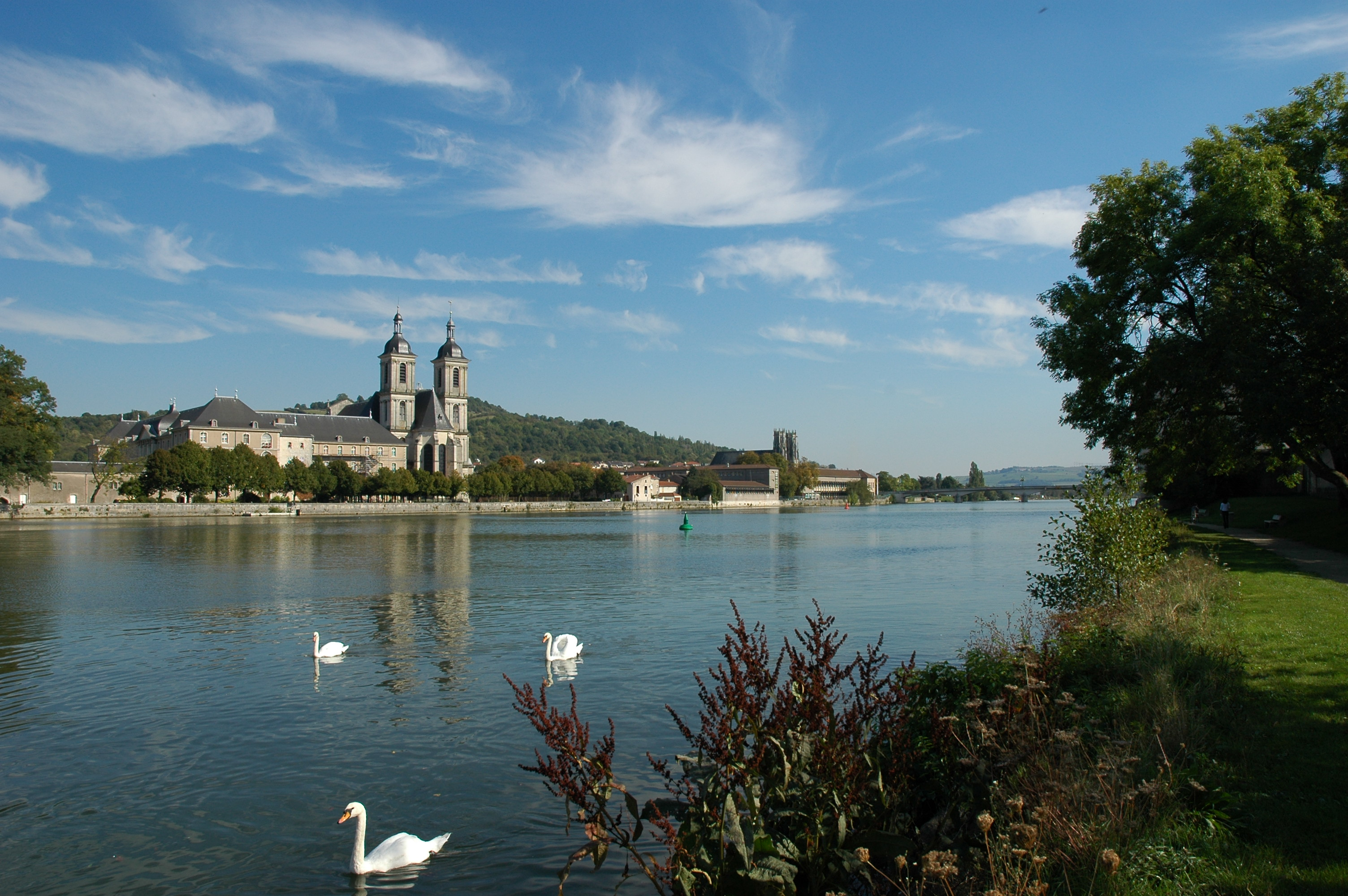
Мозель в Понт-а-Муссоне